# Джоузеф Хан
Джоузеф Хан (на английски: Joseph Hahn), наричан още мистър Хан (Mr. Hahn), е американски музикант от корейски произход. Той е диджеят на групата Linkin Park.
Хан е роден на 15 март 1977 г. в Далас, Тексас, но израства в Глендейл, Калифорния. Влиза в Linkin Park (по времето на „Xero“) благодарение на срещата си с Майк Шинода в колежа по изкуство. Участва много в записването на клиповете на бандата. Повечето клипове са създадени по негова идея. Неговият глас звучи в „Cure for the itch“ от албума „Hybrid Theory“.